# Grève des sardinières

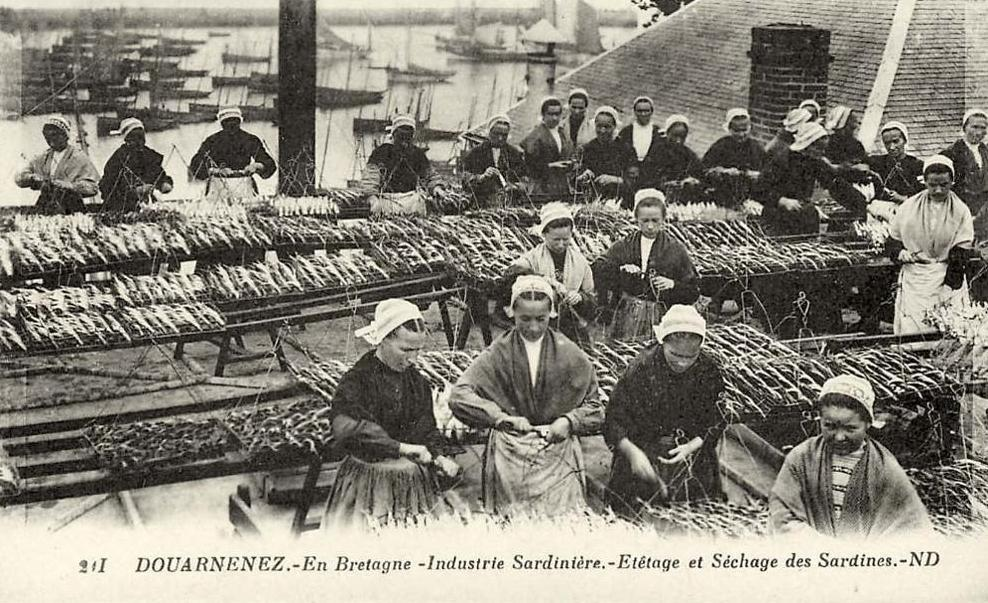
Sardinières au travail vers 1910.

La grève des sardinières est une grève initiée par des ouvrières de conserveries de poisson de Douarnenez pour protester contre la pénibilité de leurs tâches et demander une augmentation de salaire. Durant l'hiver de 1924, ces grévistes, en grande majorité des femmes, défilent avec le mot d'ordre « Pemp real a vo ! » (Cinq réaux ce sera !).
Cette grève dura plus de six semaines et eut un retentissement national. Elle fut à l'origine d'une mobilisation qui dura plusieurs mois dans la région. Elle est considérée comme une date importante des mouvements sociaux en France et, en tant que grève de femmes, elle est devenue une référence des mouvements féministes.

## Contexte

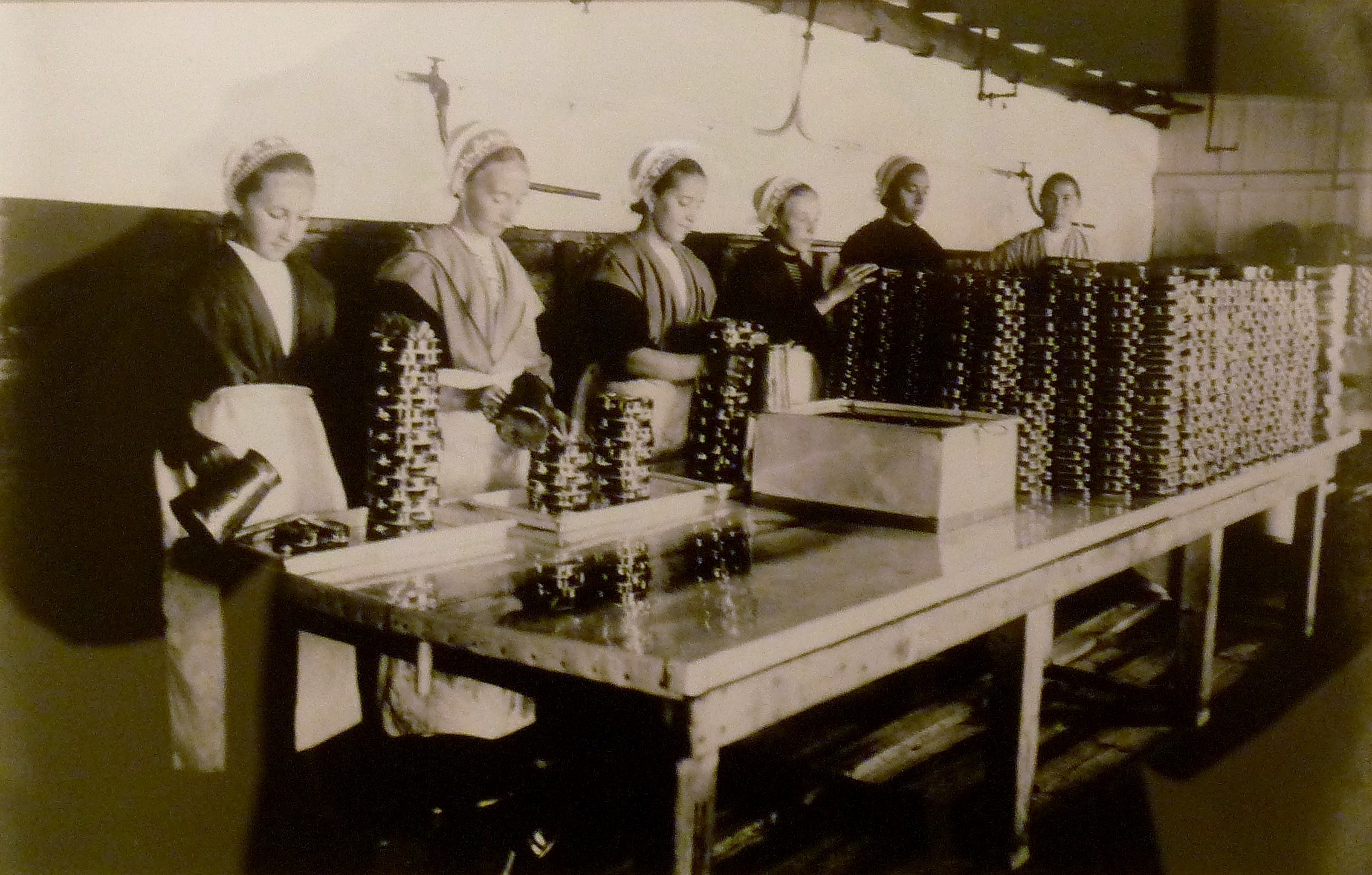
Ouvrières d'une conserverie de Douarnenez remplissant des boites d'huile au début du XXe siècle.

### La crise sardinière

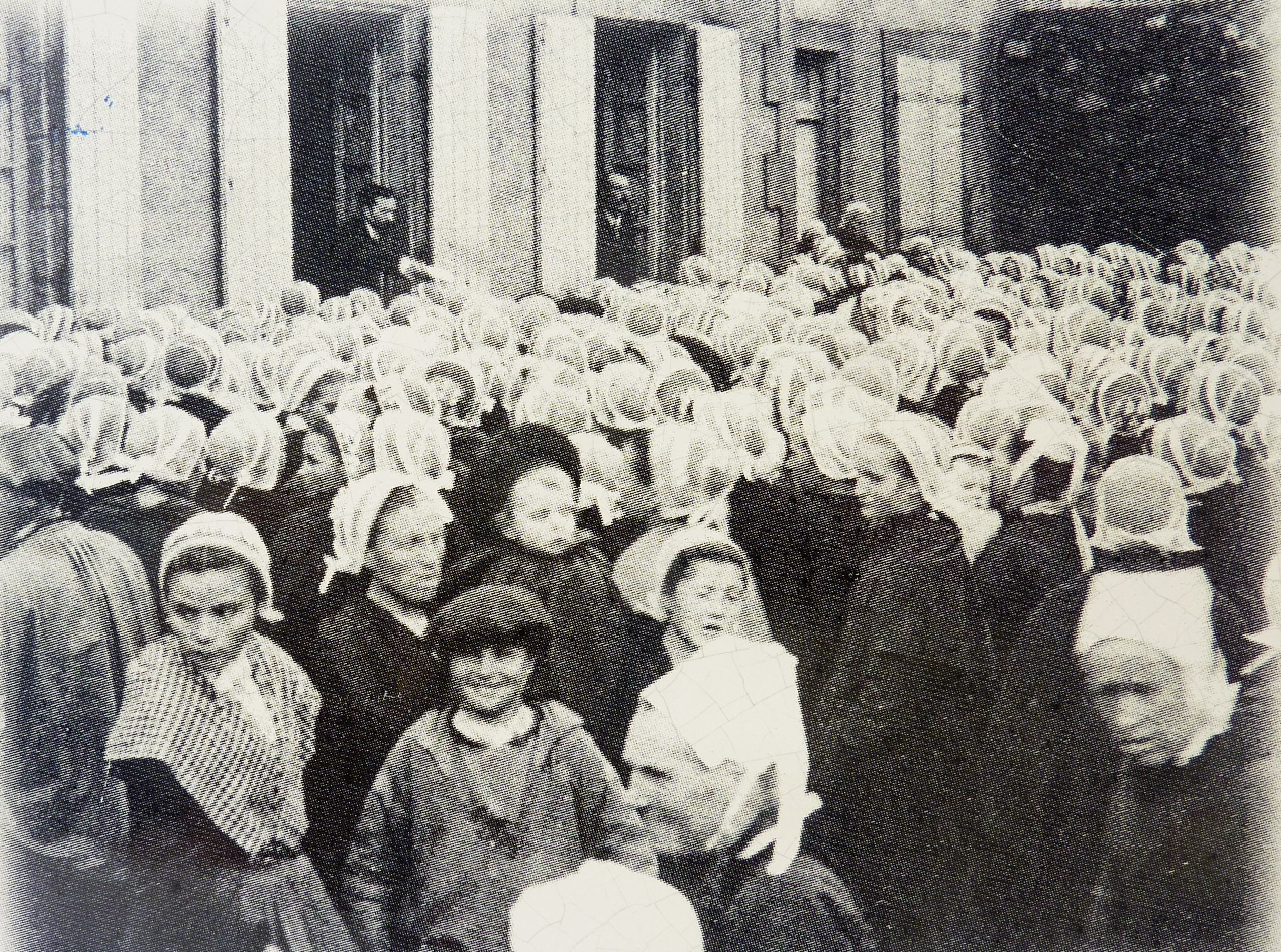
Distribution de vivres à la mairie en 1903 lors de la crise sardinière.

La ville de Douarnenez a connu une croissance très rapide au XIXe siècle avec l'essor des conserveries de sardines : la population est passée de 2 000 habitants en 1830 à 13 600 en 1906. Toute l'économie de la cité repose uniquement sur cette industrie (sur les dix mille ouvrières d'usines de sardines sur le littoral breton, deux mille travaillent alors dans les conserveries de la ville qui traitent aussi le thon, le maquereau, le hareng et le sprat)), et connaît une grave crise quand, à partir de 1902, la sardine se fait rare en baie de Douarnenez.
Plusieurs usines ferment. Les familles, où les femmes sont ouvrières de conserverie tandis que les hommes sont généralement pêcheurs, connaissent une misère noire.

### Premières grèves
Face à la concurrence des conserveries espagnoles, les usiniers bretons tentent de réduire leurs coûts de production, en réduisant celui de la main d’œuvre.
L'introduction des sertisseuses mécaniques en 1902 provoque des grèves chez les ouvriers soudeurs qui voient leur emploi disparaître.
En février 1905, un conflit oppose les usiniers-fabricants de conserves et les ouvrières de l'emboîtage. Elles peuvent travailler jusqu'à 18 h par jour et sont payées au mille de sardines. Le comptage est souvent revu à la baisse et elles revendiquent d'être payées à l'heure. La grève commence à Douarnenez mais rapidement, les ouvrières des autres villes de la côte cessent le travail. 400 femmes adhèrent au Syndicat des sardinières dont la présidente est Angelina Gonidec. Plusieurs syndiquées sont licenciées avant que les industriels n'acceptent le principe d'un paiement à l'heure. Mais tablant sur un possible conflit entre les sardinières, les usiniers organisent un référendum, où les ouvrières se prononcent pour le salaire à l'heure à 944 contre 21. L'accord ne sera effectif dans toutes les conserveries qu'à la fin du mois d'août.
La Première Guerre Mondiale crée une forte demande de conserves tant pour ravitailler les armées que pour la population. Quelques grèves surviennent face à l'inflation des denrées alimentaires, mais elles sont brèves, les revendications salariales étant rapidement satisfaites.

### Des conditions de travail très dures, et illégales

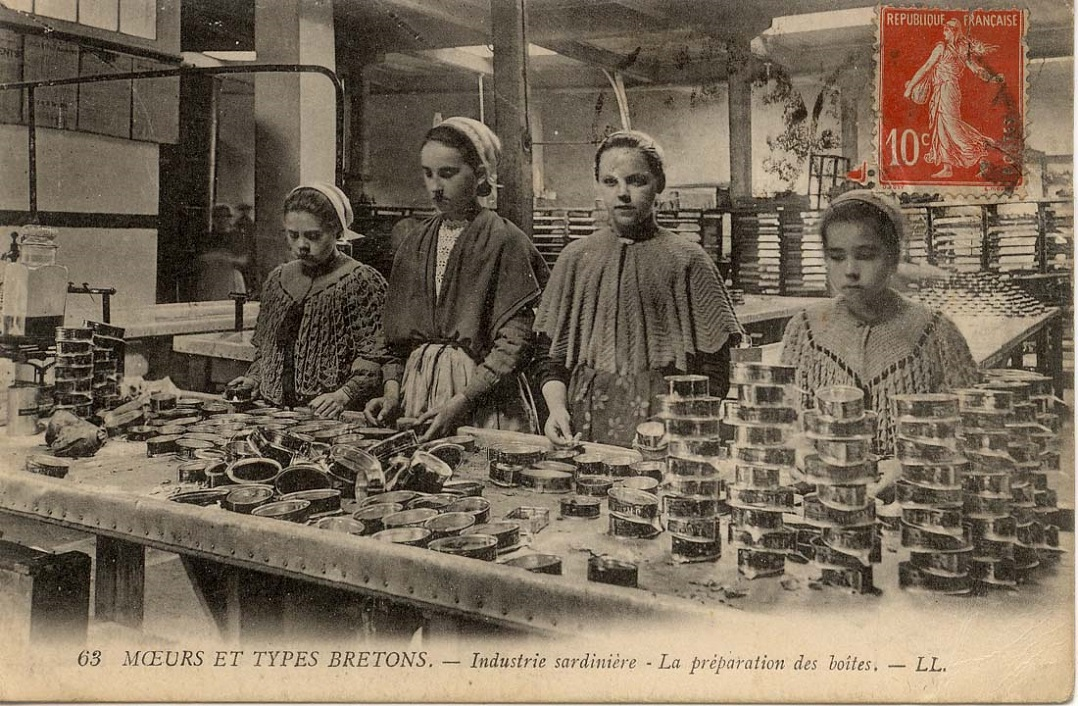

En 1919, la loi des huit heures limite en principe la durée du temps de travail quotidien et le travail de nuit en France. Les ouvrières de sardinerie continuent cependant à travailler 10 heures par jouret parfois jusqu'à 72 heures d'affilée.
En effet, quand un chargement de sardines fraichement pêchées arrive, il doit être traité au plus vite : de jour comme de nuit les sardinières sont rappelées à travers la ville pour rejoindre la conserverie.
Les heures passées à l'usine dans l'attente du poisson ne sont pas payées, les heures supplémentaires ne sont pas majorées, les heures de travail de nuit (en principe interdit pour les femmes) non plus
Elles commencent à travailler très jeunes, en dépit des lois interdisant le travail des enfants de moins de 12 ans.
Les ouvrières, qu'elles aient 12 ou 80 ans, gagnent 16 sous de l'heure, soit 80 centimes,.

## La grève de 1924

### Déclenchement

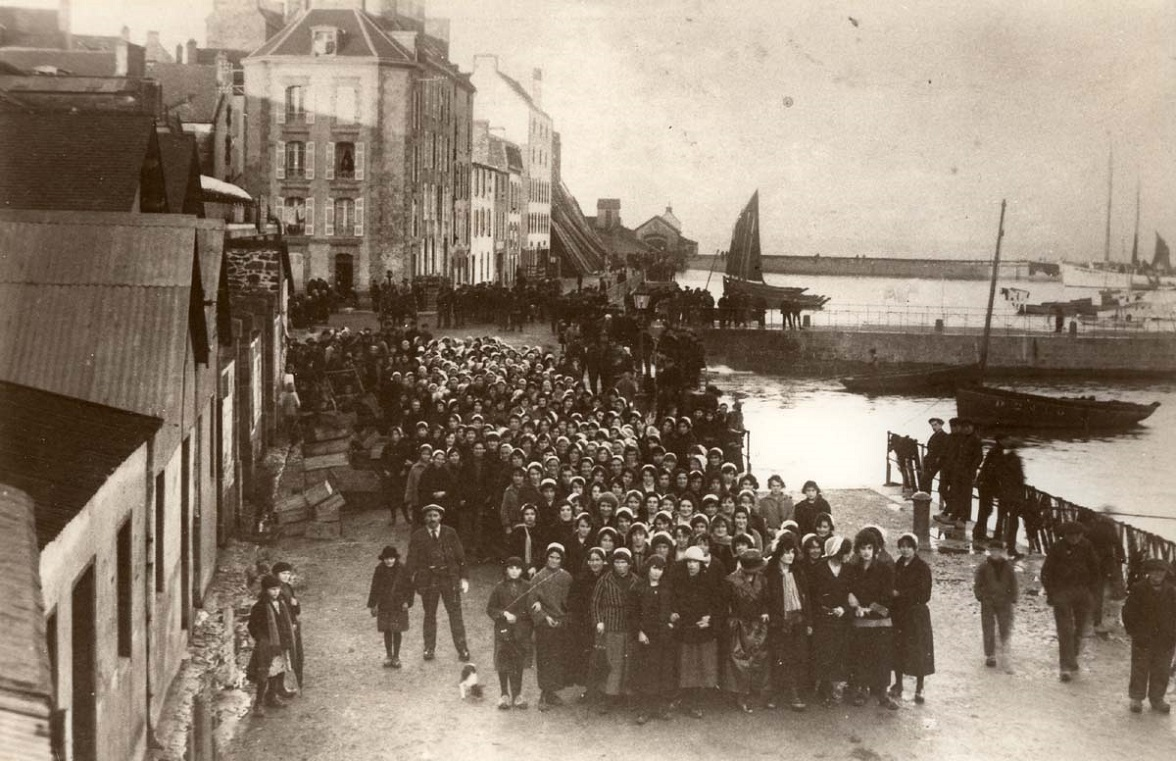
Manifestation devant les usines du port du Rosmeur.

Le conflit débute le vendredi 21 novembre 1924  à l'usine Carnaud, ferblanterie qui fabrique les boîtes de conserves pour les sardineries. La revendication porte sur une augmentation de salaire : les grévistes, en majorité des femmes, défilent avec le mot d'ordre « Pemp real a vo ! » (Cinq réaux ce sera!). La grève s’étend  rapidement : dès le 23 novembre, 20 usines sont en grève et un comité est créé; le 25 novembre toutes les sardineries sont à l'arrêt.
Durant l'hiver de 1924, 2 100 personnes dont 1 600 femmes manifestent pour protester contre le salaire de 80 centimes de l'heure, et le fait de devoir se rendre à tout moment sur appel à l'usine de jour comme de nuit lorsqu'une cargaison de sardine est livrée.
Les ouvrières sont rejointes par les marins et occupent les rues, la ville est bloquée, le conflit est médiatisé,.

### Soutiens et médiatisation
Depuis 1921, la ville de Douarnenez est gérée par une majorité communiste. Le maire Daniel Le Flanchec apporte dès le début un soutien public à la révolte.
Le 5 décembre, les manifestants bloquent un convoi qui tente de sortir un chargement de conserves.
Les gendarmes répriment les actions des grévistes. Le Flanchec, qui s'est interposé, est suspendu de ses fonctions.
Le 5 décembre 1924, le journal l'Humanité rend compte de la charge contre les manifestantes menées sur ordre du ministère de l'intérieur dans un article intitulé « Le sang ouvrier a coulé à Douarnenez ». Le procès verbal de la suspension de Daniel Le Flanchec pour rébellion provoque une médiatisation de la grève  dans les quotidiens dont Paris Soir. La Dépêche de l’Aube dénonce « l’intransigeance provocatrice des patrons sardiniers ».

### Briseurs de grève
Devant ce conflit qui s'éternise, les maires des communes limitrophes de Tréboul, Ploaré et Pouldavid proposent le 9 décembre leur arbitragerefusé par les industriels, de même que celui du préfet. C'est alors le ministre du travail Justin Godart qui propose une médiation. Le 15 décembre, deux délégations se rendent à Paris mais les négociations échouent.
À l'occasion de ce déplacement à Paris, certains industriels font appel à une officine de briseurs de grève et leur demandent une intervention musclée.
Les grévistes connaissent à ce moment une première victoire : Mme Quéro, patronne d'une sardinerie, accepte de négocier l'augmentation de salaire demandée. Un accord est conclu le 22 décembre et le 23 son usine rouvre ses portes.
Cependant, les gros usiniers ne suivent pas le mouvement et refusent toujours toute négociation. Le mouvement de grève gagne chaque jour en popularité.
Des souscriptions de soutien au niveau national permettent d'organiser des distributions alimentaires et une fête de Noël pour les enfants des grévistes.
Le 1er janvier 1925, vers 18h, des briseurs de grève pénètrent dans un café où se trouvait Le Flanchec. Ils tirent sur lui, le blessant grièvement ainsi que son neveu et trois autres hommes. La foule saccage l'Hôtel de France où logeaient les agresseurs ; un meeting est organisé en hâte par les responsables syndicaux pour détourner les manifestants en colère des maisons des usiniers.

### Fin du mouvement
Quelques jours après l'attentat contre Le Flanchec, l'identité des commanditaires est établie : il s'agit de deux des industriels, membres du syndicat des usiniers. Devant la menace de procès, le 6 janvier 1925, les patrons usiniers cèdent aux demandes des ouvrières,.
L'« accord de Douarnenez » stipule que désormais le salaire horaire sera de 1 franc pour les femmes et 1 franc 50 pour les hommes, majoré de 50% au delà de 10 heures consécutives et en cas de travail de nuit.

## Suites

### Élections municipales de 1925
| Portrait d'un homme brun, borgne et moustachu |
| Daniel Le Flanchec                            |

| Portrait d'une jeune femme en coiffe Penn Sardin, portant un médaillon en sautoir. |
| Joséphine Pencalet                                                                 |

| Portrait d'un homme en costume-cravate |
| Charles Tillon                         |

Lors des élections municipales de mai 1925, le parti communiste a pour consigne de présenter au moins une femme sur chaque liste, bien qu'elles ne soient ni électrices ni éligibles. À Douarnenez, la difficulté n'est pas de faire élire une femme mais de trouver une volontaire. C'est Joséphine Pencalet qui accepte de se présenter. Elle est veuve, fait partie du syndicat des Métaux de Douarnenez et a participé à la grève, sans être parmi le comité de grève.
Pour les élections municipales, les contrôles d'éligibilité ne sont faits qu'a posteriori. Élue en quatrième position de la liste communiste de Le Flanchec, elle siège donc pendant plusieurs mois au conseil municipal avant que son élection ne soit invalidée.
Lors de cette élection, Charles Tillon, qui était venu soutenir la grève en tant que représentant régional de la CGTU, est également élu; son élection fut aussi invalidée, pour cause de non-résidence à Douarnenez ; mais il revint au conseil municipal par une élection partielle dès 1926.

### Le procès de l'attentat
En octobre 1925 débute le procès des briseurs de grève. Les industriels commanditaires ont déjà été relaxés dès le mois de juillet, seuls trois hommes de main restent au banc des accusés. Le Flanchec, qui avait été grièvement atteint à la gorge, s'est rétabli, de même que les pêcheurs plus légèrement blessés. Le neveu de Le Flanchec reste par contre lourdement handicapé et assiste au procès dans un état d'hébétude.
Les faits sont établis : les trois accusés ont bien été payés par les conserveurs Béziers et Marlière pour briser la grève. Ils sont néanmoins acquittés des tentatives d'assassinat. Le procès en appel confirma ce jugement.

### Extension régionale de l'accord
La grève des sardinières de Douarnenez est à l'origine d'une mobilisation qui va durer plusieurs mois dans la région. Les ouvrières du pays bigouden demandent elles-aussi à bénéficier de l'« accord de Douarnenez »
. Parti des usines de Lesconil en juillet 1926, le conflit s'étendit ensuite au Guilvinec puis à l'île Tudy et Pont-L'Abbé. Les ouvrières obtinrent peu à peu satisfaction sauf celles des usines de Lesconil d'où avait démarré la grève. Les deux conserveries Billet et Maingourd restèrent fermées pendant près d'un an et à leur réouverture aucune ouvrière syndiquée ne fut réembauchée.

## Postérité

### Les chants des sardinières
Dans les usines, les sardinières entonnaient des chansons pendant leur travail. Elles chantaient des cantiques ou des airs traditionnels en breton ou en français, des chants de peine, des chants d'amour ainsi que les airs à la mode. Elles étaient encouragées à cela par les contremaîtresses : ces chants leur permettaient de tenir le coup malgré la fatigue jusqu'au bout de leurs longues heures de travail. Selon les fabriques, les chants moqueurs ou grivois étaient tolérés, dans d'autres certaines ouvrières furent renvoyées pour avoir repris des chants revendicatifs : 

« Saluez, riches heureux / Ces pauvres en haillons / Saluez, ce sont eux / Qui gagnent vos millions. »

Lors des manifestations quotidiennes pendant la grève, elles ajoutèrent l'Internationale à leur répertoire et chantaient leurs revendications sur l'air des cantiques des processions.
Plusieurs chanteuses ont collecté les airs traditionnels bretons transmis par les sardinières avant qu'ils ne disparaissent des mémoires.
Une chanson écrite en 2005 par Claude Michel et composée par Jean-Pierre Dovilliers qui célèbre également la révolte de ces ouvrières appelées les Penn Sardin a connu un succès rapide et est rentrée au répertoire de chorales militantes.
En 2021, une manifestation parisienne l'a entonné pour rendre hommage aux Penn Sardin, et elle est régulièrement au répertoire des manifestations féministes ; elle a été utilisée aussi pour dénoncer les recours répétés au 49.3. 

### «Une belle grève de femmes»
La grève des sardinières est un combat social mené par des femmes: elles constituent en effet la très grande majorité du personnel des conserveries et sont en première ligne du conflit. Cinq d'entre elles font partie du comité de grève, dont les déléguées choisies pour négocier à Paris.

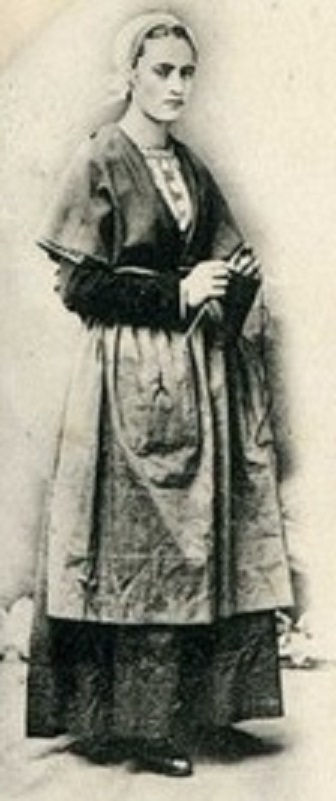
Sardinière de Douarnenez.

Lucie Colliard, militante syndicale qui est venue soutenir le mouvement en parle comme d'« Une belle grève de femmes », titre de la brochure où elle relate les évènements.
Bien que cette lutte est parfois décrite comme un combat féministe,  il peut s'agir une relecture plus contemporaine de la situation : en effet, la question directe des droits des femmes n’apparaît pas dans les tracts et revendications. Les ouvrières se battent avant tout pour obtenir un salaire décent, améliorant de par ce fait leurs conditions, mais la question de l'égalité salariale n'émerge pas : l'accord final entérina une différence de salaire horaire, 1 franc pour les femmes et 1 franc 50 pour les hommes.

## Récits romancés

### Romans
- Jean-Claude Boulard, L'épopée de la sardine: un siècle d'histoires de pêches, Éd. maritimes & d'outre-mer, coll. « Récits de mer », 2000 (ISBN 978-2-7373-2642-4)
- Daniel Cario, Les coiffes rouges: roman, Presses de la Cité, coll. « Terres de France », 2013 (ISBN 978-2-258-10838-7)

- Leah Touitou et Max Lewko, Le Chœur des sardinières: roman graphique, Steinkis, 2025 (ISBN 978-2-36846-825-8)

### Film
- Penn sardines de Marc Rivière, sorti en 2004.